# Gil Avérous
Gil Avérous (ur. 12 lipca 1973 w Issoudun) – francuski polityk, urzędnik i działacz samorządowy, w 2024 minister sportu, młodzieży i aktywności społecznych.

## Życiorys
Studiował prawo i ekonomię, kształcił się w instytucie uniwersyteckim w Orleanie. Uzyskał magisterium z zarządzania w administracji lokalnej. Pracował jako urzędnik, był m.in. dyrektorem związku międzygminnego, w 2008 został dyrektorem gabinetu mera Châteauroux Jeana-François Mayeta.
W 1991 wstąpił do gaullistowskiego Zgromadzenia na rzecz Republiki. Działał również w Partii Radykalnej. Po przekształceniach partyjnych zostawał kolejno członkiem Unii na rzecz Ruchu Ludowego oraz Republikanów. Ostatnią z tych formacji opuścił w 2023, krytykując jej przewodniczącego Érica Ciottiego.
Długoletni samorządowiec, w 1995 został radnym w Les Bordes, objął później stanowisko zastępcy mera. W 2008 wybrany na urząd burmistrza miejscowości Fontguenand. W 2014 został merem Châteauroux, z powodzeniem ubiegał się o reelekcję w 2020. W 2021 wszedł także w skład rady departamentu Indre. W 2022 stanął na czele zrzeszenia gmin Villes de France.
We wrześniu 2024 dołączył do rządu Michela Barniera, obejmując w nim stanowisko ministra sportu, młodzieży i aktywności społecznych. Zakończył urzędowanie wraz z całym gabinetem w grudniu tego samego roku.

## Odznaczenia
- Kawaler Legii Honorowej (2020)[6]